# Haltepunkt Ingolstadt Audi
Der Haltepunkt Ingolstadt Audi ist neben dem Ingolstädter Hauptbahnhof und dem Bahnhof Ingolstadt Nord die dritte in Betrieb befindliche Bahnstation in Ingolstadt. Der neue Halt am Audi-Werksgelände soll sowohl den Beschäftigten des Audi-Werks als auch den Besuchern der Landesgartenschau 2020 (welche durch die Corona-Pandemie auf 2021 verschoben wurde) dienen.
Der Haltepunkt liegt weitgehend innerhalb des Audi-Werksgeländes, ist aber öffentlich zugänglich und Teil der sogenannten „Verkehrsdrehscheibe Nord“. Ein zugehöriger Busbahnhof wird von insgesamt 13 Linien des Verkehrsverbund Großraum Ingolstadt (VGI) bedient, zudem stehen Radabstellplätze und ein Parkhaus zur Verfügung. Über ein Drehkreuz ist ein schneller Zugang auf das Audi-Werksgelände möglich.

## Geschichte
2000 wurden erste Untersuchungen zu einem Bahnhalt im Bereich des Audi-Werks durchgeführt.
Am 21. Juli 2016 wurde der Vertrag zur Realisierung des Haltepunkts Ingolstadt Audi unterzeichnet. Die Bauarbeiten begannen im März 2018. Der 15 Millionen Euro teure Halt wurde am 2. Dezember 2019 eröffnet. Montags bis freitags halten 40 Regionalzüge. Es werden täglich 3000 Fahrgäste erwartet. Die Finanzierung wurde gemeinsam durch den Freistaat Bayern, die Stadt Ingolstadt, die Audi AG und die Deutsche Bahn übernommen. Der neue Haltepunkt soll dazu beitragen, den innerstädtischen Verkehr in Ingolstadt durch Audi-Mitarbeiter aus dem Umland zu reduzieren.
Der Einbau eines Wendegleises im Bahnhof Gaimersheim, der zunächst bis Ende 2024 vorgesehen war und auf unbestimmte Zeit verschoben wurde, wird auch den Halt von Zügen aus Regensburg ermöglichen.

## VerkehrsanbindungÖPNV

### SchienenpersonennahverkehrSPNV
| Linie                | Verlauf | Taktfrequenz  |
| -------------------- | --- | ------------- |
| RB14                 | Ingolstadt Hbf – Ingolstadt Nord – Eichstätt Bahnhof – Eichstätt Stadt                                                            | einzelne Züge |
| RB16                 | München Hbf – Pfaffenhofen – Ingolstadt Hbf – Ingolstadt Audi – Eichstätt Bahnhof – Treuchtlingen (zweistündlich: – Nürnberg Hbf) | Stundentakt   |
| Stand: 15. Juni 2024 | |               |

### Öffentlicher StraßenpersonenverkehrÖSPV
| Linie                                                    | Strecke                                                                                 | Taktfrequenz                                        |
| -------------------------------------------------------- | --------------------------------------------------------------------------------------- | --------------------------------------------------- |
| 11                                                       | Bahnhof Ingolstadt Audi – ZOB – Hauptbahnhof – Südfriedhof – Seehof – Urnenfelderstraße | Montag – Samstag alle 15 Minuten, Sonntag Stündlich |
| X11                                                      | Bahnhof Ingolstadt Audi – Hauptbahnhof                                                  | einzelne Fahren                                     |
| X12                                                      | Bahnhof Ingolstadt Audi – Nordbahnhof – Goethestraße                                    | einzelne Fahren                                     |
| 15 9223                                                  | Wettstetten – Etting – Audi – Nordbahnhof – ZOB                                         | Montag – Samstag alle 30 Minuten, Sonntag Stündlich |
| 55                                                       | Böhmfeld – Lippertshofen – Gaimersheim – Etting – Bahnhof Ingolstadt Audi – ZOB         | einzelne Fahren                                     |
| 59                                                       | Klinikum – Am Westpark – Bahnhof Ingolstadt Audi – Etting                               | Montag – Samstag alle 30 Minuten                    |
| X90                                                      | Ingolstadt – Großmehring – Oberdolling – Mindelstetten – Altmannstein                   | einzelne Fahren                                     |
| S4                                                       | Audi – Friedrichshofen – Klinikum – Gerolfing – Irgertsheim                             | einzelne Fahren                                     |
| S5                                                       | Audi – Theodor-Heuss-Straße – Goethestraße – Mailing – Großmehring                      | einzelne Fahren                                     |
| S7                                                       | Audi – Unterhaunstadt – Kösching – Kasing                                               | einzelne Fahren                                     |
| S8                                                       | Audi – Oberhaunstadt – Lenting – Hepberg – Stammham                                     | einzelne Fahren                                     |
| S9                                                       | Audi – Gewerbegebiet Gaimersheim – Gaimersheim – Lippertshofen                          | einzelne Fahren                                     |
| Quelle Fahrtverläufe & Taktfrequenz; Stand: 17. Mai 2024 |                                                                                         |                                                     |